# Quercus shumardii
Quercus shumardii, és una espècie de roure que pertany a la família de les fagàcies i és un dels roures més grans de la secció de roures vermells. Està estretament relacionat amb Quercus buckleyi, Quercus texana, i Quercus gravesii.

## Descripció
Quercus shumardii normalment aconsegueix altures de 25 a 35 metres. El tronc pot fer entre 60 a 100 cm de diàmetre, i l'amplada de la capçada pot arribar a fer entre 12 a 18 metres. La grandària típica varia segons la regió, amb grans mostres que passen en les parts meridionals de la seva àrea de distribució natural als Estats Units. Hi ha un rècord d'alçària d'un Quercus shumardii de fins a 42 metres d'alt, amb capçades de fins a 27,5 metres d'ample. Generalment, els exemplars joves presenten capçades còniques o ovals, amb la capçada superior d'ompliment en l'arbre arriba a la maduresa. Els troncs són relativament rectes i verticals. Quercus shumardii es troba normalment a les zones de terres baixes i és capaç de sobreviure on els sòls experimenten inundacions durant sis setmanes de l'any.

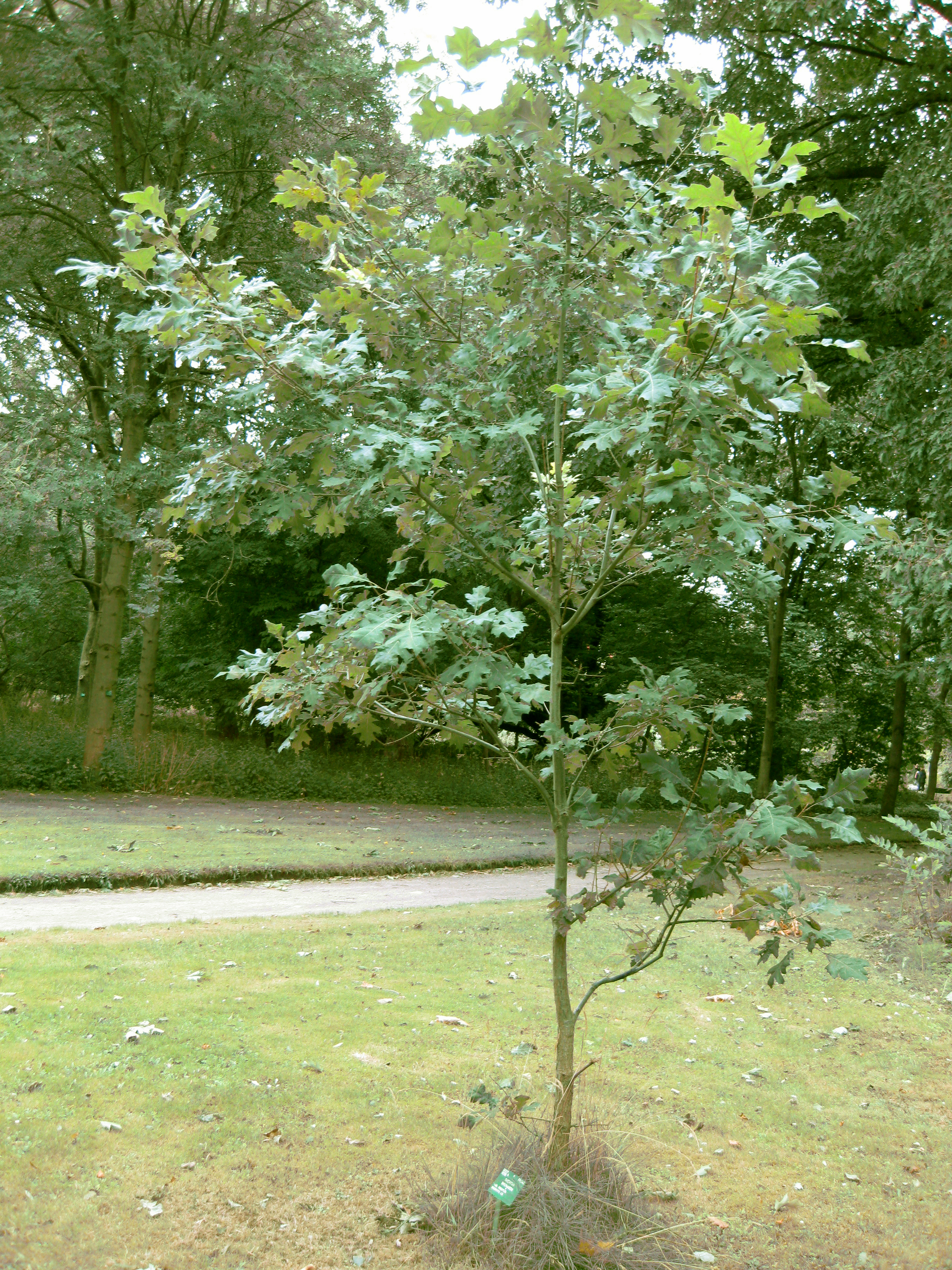
Arbre petit

L'escorça jove del Quercus shumardii és d'un color gris clar, molt suau, i molt reflectiu. L'escorça d'aquest tipus de roure és fosca i desenvolupa les crestes i solcs a mesura que envelleix. Hi ha a vegades taques blanques en l'escorça.
Les branques acaben en un grup de brots. Els brots són de color més clar que les branques que són de color verd oliva. Les branques són altament reflectores.
Les fulles estan disposades alternativament i són àmpliament obovades amb 5-9 lòbuls, cadascun dels quals s'acaben per dents de pèls de punta. Les fulles madures fan entre 10 a 21 cm de longitud. Les superfícies són glabres, a excepció dels flocs de les venes axil·lars. Són de color verd fosc a la part superior, mentre que la part inferior és d'un to verd lleugerament més clar. Les fulles es tornen de color marró a vermell a la tardor, i en algun moment tenen tons barrejats de groc. Els colors de tardor són relativament tardans i els espècimens del centre de Texas pot ser majoritàriament vermell a principis de desembre, mentre que a Florida els espècimens no poden acolorir substancialment fins al febrer.

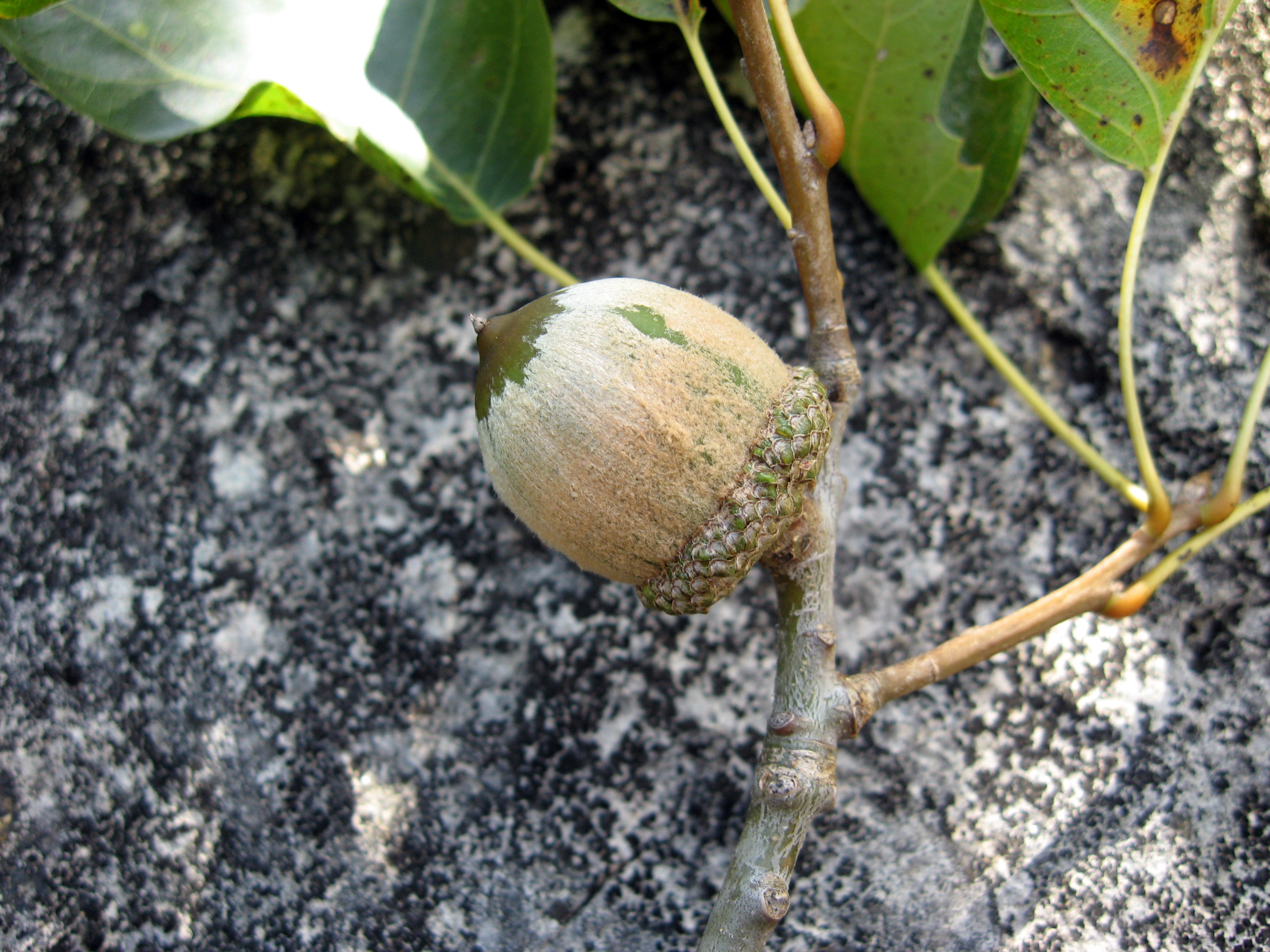
Gla madur

Les glans solen fer uns 3 cm de diàmetre i maduren completament entre 1,5 a 3 anys; i pot passar desapercebudes durant les seves primeres etapes de desenvolupament.
Les glans d'aquest tipus de roure solen proporcionar aliments per a diverses ocells cantaires, aus de caça com els galls dindis salvatges i guatlles, aus aquàtiques, cérvols de Virgínia, porcs senglars, i diversos rosegadors com els esquirols. Les fulles i les branques també poden proporcionar menjar per als cérvols de Virgínia.

## Distribució
Quercus shumardii és natiu de la Plana de la Costa Atlàntica principalment des de Carolina del Nord fins al nord de Florida i a l'oest del centre de Texas, també es troba al nord, a la vall del riu Mississipi fins al centre d'Oklahoma, l'est de Kansas, Missouri, al sud d'Illinois, Indiana, l'oest i el sud d'Ohio, Kentucky i Tennessee. Es troba localment al nord fins al sud de Michigan, al sud de Pennsilvània, Maryland, i l'extrem sud d'Ontario, Canadà.

## Malalties
El marciment del roure pot atacar a tots els roures vermells, incloent el Quercus shumardii. Altres malalties que ataquen Quercus shumardii són diversos fongs que poden créixer en les fulles, oïdi, xancres i malalties radiculars.

## Cultiu i usos
Quercus shumardii es valora per a ús comercial, com un arbre d'ombra, i com un aliment d'origen per a diverses aus i mamífers. Es conrea com a mínim fins al nord d'Ottawa, Ontario, i tan al sud com Lake Worth, Florida. És tolerant a amplis rangs de pH de nivells en el sòl. És resistent a la sequera i prefereix parcialment a ple sol. Els Quercus shumardii comencen a produir llavors a un mínim de 25 anys, i l'edat òptima per al desenvolupament de la llavor és de 50 anys. Se sap que Quercus shumardii han aconseguit almenys veure 480 anys. Les arrels són intolerants a les pertorbacions, de manera que l'arbre ha de ser plantat en la seva posició permanent a una edat primerenca.
La fusta de Quercus shumardii s'agrupa amb altres fustes de roure vermell per al seu ús en sòls, mobles, motllures interiors, decoratives, panells i armaris.

## Taxonomia
Quercus shumardii va ser descrita per Samuel Botsford Buckley i publicat a Proceedings of the Academy of Natural Sciences of Philadelphia 12: 444. 1860[1861].
Etimologia
Quercus: nom genèric del llatí que designava igualment al roure i a l'alzina.
shumardii: epítet
Sinonímia
- Quercus schneckii Britton